# Ablerus molestus
Ablerus molestus är en stekelart som beskrevs av Blanchard 1936. Ablerus molestus ingår i släktet Ablerus och familjen växtlussteklar.
Artens utbredningsområde är Uruguay. Inga underarter finns listade i Catalogue of Life.